# L'isola dei famosi (tredicesima edizione)
La tredicesima edizione del reality show L'isola dei famosi è andata in onda in prima serata su Canale 5 dal 22 gennaio al 16 aprile 2018. Si è trattata della quarta edizione trasmessa da Mediaset, con la conduzione di Alessia Marcuzzi per il quarto anno consecutivo, affiancata in studio dagli opinionisti Mara Venier e Daniele Bossari e dalla Gialappa's Band in collegamento, e con la partecipazione dell'inviato Stefano De Martino. È durata 85 giorni, ha avuto 20 naufraghi e 13 puntate e si è tenuta presso Cayos Cochinos (Honduras). Il motto di questa edizione è stato Mossa di potere.
Le vicende dei naufraghi sono state trasmesse da Canale 5 in prima serata con variazioni nelle serate del lunedì (puntate 1-3, 7-8, 12-13) e del martedì (puntate 4-6, 9-11), mentre la trasmissione delle strisce quotidiane nel day-time è stata affidata a Canale 5 (dal lunedì al venerdì) e a Italia 1 (tutti i giorni). Inoltre su La5 e su Mediaset Extra è stato trasmesso il day-time con aggiunta del materiale inedito con il titolo de L'isola dei famosi - Extended Edition, la cui durata variava dai 175 ai 180 minuti.
L'edizione si è conclusa con la vittoria di Nino Formicola, detto Gaspare, che si è aggiudicato il montepremi di 100000 €.

## Produzione
In questa edizione è stato deciso di sostituire Stefano Bettarini con Stefano De Martino come inviato.
In questa edizione hanno partecipato alcuni concorrenti che erano stati contattati in passato, ma che per un motivo o per l'altro avevano rifiutato di partecipare, o non avevano potuto (tra cui Francesca Cipriani e Cecilia Capriotti).
L'edizione presenta varie novità, molte delle quali prese dalla versione spagnola del programma, tra cui l'esistenza di un concorrente ladro a partire dalla seconda settimana, il quale deve cercare di sopravvivere sull'isola rubando agli altri concorrenti durante la notte. Altre due novità abbastanza rilevanti relative a questa stagione del programma sono l'allungamento del minutaggio delle puntate della versione estesa del programma (da circa un'ora a più di tre ore), trasmesse in prima serata su Mediaset Extra, e il fatto che i concorrenti siano stati ripresi anche nei giorni appena precedenti l'inizio del reality, in cui si trovavano dentro una villa.
Inoltre, per la prima volta da quando il programma va in onda sulle reti Mediaset (la cosa, infatti, era già stata sperimentata nelle edizioni di Rai 2), al programma partecipa anche un concorrente non famoso, il personal trainer Franco Terlizzi, il quale aveva partecipato poco prima al web reality Saranno Isolani (condotto dai due youtuber, i TheShow, noti al pubblico televisivo per aver vinto la quinta edizione di Pechino Express), da cui è uscito vincitore insieme al modello Valerio Schiavone e alla casalinga e webstar Deianira Marzano. I tre, nella prima puntata del reality vero e proprio, sono stati sottoposti a un televoto, del quale Franco è risultato vincitore, potendo accedere al reality.
Nel corso dell'edizione, è stata messa in dubbio la liceità della partecipazione di Terlizzi: mentre Terlizzi era concorrente, infatti, iniziarono a circolare alcune notizie (diffuse inizialmente dalla giornalista Selvaggia Lucarelli) relative alla vicinanza di Terlizzi alla criminalità organizzata (in particolare verso alcuni esponenti della 'ndrangheta). Durante la partecipazione di Terlizzi al programma, non si è mai parlato di questa situazione, ma i dubbi della giornalista hanno trovato conferma nel 2022, quando Terlizzi fu arrestato con l'accusa di essere il prestanome del boss mafioso Davide Flachi.
Anche in questa stagione, come nelle due precedenti, ha partecipato un ex concorrente: trattasi del prestigiatore Giucas Casella, ex concorrente della sesta edizione.
Tra i concorrenti contattati dalla produzione che hanno rifiutato di partecipare al programma: Chef Rubio, Stefano Bettarini, Michela Coppa, Luigi Mastrangelo, Aída Nízar, Paola Barale, Fabrizio Bracconeri, Brigitte Nielsen, Corrado Tedeschi ed Elettra Lamborghini (gli ultimi due nomi elencati, tra l'altro, si sono ritirati dopo essere già stati ufficializzati da Gabriele Parpiglia, autore della trasmissione).
Nella seconda diretta settimanale, Éva Henger ha accusato Francesco Monte di aver consumato della marijuana, illegale in Honduras, durante il periodo in cui i concorrenti alloggiavano nella villa ripresi dalle telecamere e afferma di averne parlato in precedenza anche con uno degli autori. Sul momento Monte ha cercato di giustificarsi, ma senza negare. A causa di ciò Mediaset il giorno successivo dirama un comunicato, in cui si afferma che è stata aperta un'indagine interna per verificare la validità delle accuse della Henger, riesaminando i filmati: a causa di ciò, Monte, nella giornata di domenica 4 febbraio, si è ritirato dal programma. 
Inizialmente erano previste 12 puntate, ma in seguito è stato deciso di aumentare la programmazione di una settimana, diventando l'edizione più lunga del reality con 85 giorni insieme alla quindicesima edizione, che ha avuto la stessa durata e con 22 puntate. Il record di durata, però, sarà battuto dalla sedicesima edizione che ha avuto una durata di 99 giorni.

## Conduzione
Per la quarta volta consecutiva la conduzione è stata affidata ad Alessia Marcuzzi. Cambiano invece inviato e opinionisti, infatti l'inviato è stato il ballerino Stefano De Martino, mentre gli opinionisti sono Mara Venier (ruolo che aveva già ricoperto nella decima e nell'undicesima edizione, entrambe targate Mediaset) e Daniele Bossari (vincitore della seconda edizione del Grande Fratello VIP) e dalla Gialappa's Band in collegamento.

## Ambientazione

### L'isola
Anche per questa edizione è stata confermata la location di Cayos Cochinos in Honduras con protagoniste due isole: una chiamata Isola del Mejor e un'altra chiamata Isola del Peor. È presente anche la Jungla di cui fa parte un concorrente fantasma. A partire dalla quinta settimana è presente l'isola chiamata Isla Bonita a cui accedono solo due concorrenti. Il gruppo dei naufraghi viene riunito su un'unica isola, Playa Uva e, successivamente, su Playa Dos e Cayo Paloma, per l'ultima settimana. A partire dalla sesta settimana entra in gioco l'isola chiamata L'Isola che non c'è, dove è offerto ai naufraghi eliminati la possibilità di rientrare in gioco.
- Isola del Mejor (Cayo Paloma).
- Isola del Peor (Playa Dos).
- Jungla Isola del Peor (Playa Dos).
- Isla Bonita (Cayo Bolaños).
- Playa Uva
- Playa Dos
- Cayo Paloma
- L'Isola che non c'è (Cayo Paloma).

Il luogo dove i concorrenti siedono per le nomination è chiamato Palapa.

### Lo studio
Il programma è andato in onda dallo studio 20 del Centro di produzione Mediaset di Cologno Monzese (Milano) con la stessa scenografia dell'edizione precedente.

## I naufraghi
L'età dei concorrenti si riferisce al momento dello sbarco sull'isola.
| Concorrente              | Età     | Professione                           | Giorni | Luogo di nascita | Stato                |
| ------------------------ | ------- | ------------------------------------- | ------ | ---------------- | -------------------- |
| Nino "Gaspare" Formicola | 64 anni | Comico, attore                        | 1-85   | Milano           | Vincitore            |
| Bianca Atzei             | 30 anni | Cantautrice                           | 1-85   | Milano           | Seconda classificata |
| Amaurys Pérez            | 41 anni | Pallanuotista                         | 1-85   | Camagüey         | Terzo classificato   |
| Francesca Cipriani       | 33 anni | Personaggio TV                        | 1-85   | Popoli           | Quarta classificata  |
| Jonathan Kashanian       | 37 anni | Personaggio TV                        | 1-85   | Ramat Gan        | Quinto classificato  |
| Rosa Perrotta            | 28 anni | Modella, personaggio TV               | 1-78   | Pagani           | Eliminata            |
| Alessia Mancini          | 39 anni | Showgirl, attrice                     | 1-78   | Marino           | Eliminata            |
| Elena Morali             | 28 anni | Showgirl, personaggio TV              | 8-72   | Ponte San Pietro | Eliminata            |
| Franco Terlizzi          | 55 anni | Personal trainer, ex pugile           | 1-68   | Bitonto          | Ritirato             |
| Simone Barbato           | 38 anni | Comico, mimo                          | 8-65   | Ovada            | Eliminato            |
| Marco Ferri              | 29 anni | Modello                               | 1-58   | Lodi             | Eliminato            |
| Nadia Rinaldi            | 50 anni | Attrice                               | 1-50   | Roma             | Eliminata            |
| Paola Di Benedetto       | 23 anni | Modella, personaggio TV               | 1-43   | Vicenza          | Eliminata            |
| Filippo Nardi            | 48 anni | Deejay, conduttore TV, personaggio TV | 1-43   | Londra           | Eliminato            |
| Cecilia Capriotti        | 41 anni | Showgirl, attrice, ex modella         | 1-43   | Ascoli Piceno    | Eliminata            |
| Giucas Casella           | 68 anni | Illusionista, personaggio TV          | 1-37   | Termini Imerese  | Ritirato             |
| Craig Warwick            | 66 anni | Sensitivo                             | 1-23   | Londra           | Ritirato             |
| Francesco Monte          | 29 anni | Modello, personaggio TV               | 1-14   | Taranto          | Ritirato             |
| Éva Henger               | 45 anni | Showgirl, ex attrice pornografica     | 1-8    | Győr             | Eliminata            |
| Chiara Nasti             | 20 anni | Fashion blogger                       | 1-7    | Napoli           | Ritirata             |

### Saranno Isolani
| Concorrente       | Età     | Professione                       | Luogo di nascita | Stato     |
| ----------------- | ------- | --------------------------------- | ---------------- | --------- |
| Franco Terlizzi   | 56 anni | Personal trainer, ex pugile       | Bitonto          | Vincitore |
| Deianira Marzano  | 38 anni | Social blogger, casalinga         | Napoli           | Finalista |
| Valerio Schiavone | 40 anni | Insegnante, monologhista, regista | Taranto          | Finalista |
| Asia Valente      | 21 anni | Modella, influencer               | Benevento        | Eliminata |
| Anna Adornato     | 31 anni | Scrittrice                        | Rizziconi        | Eliminata |
| Federico Dolce    | 32 anni | Modello                           | Catanzaro        | Eliminato |
| Francesco Balacco | 20 anni | Blogger                           | Molfetta         | Eliminato |
| Barbara Bertanza  | 40 anni | Erborista                         | Verona           | Eliminata |
| Roberto Caldara   | 39 anni | Avvocato                          | Roma             | Eliminato |

### Guest star
| Guest star     | Età     | Professione       | Permanenza   | Luogo di nascita |
| -------------- | ------- | ----------------- | ------------ | ---------------- |
| Valeria Marini | 51 anni | Showgirl, attrice | Giorni 58-61 | Roma             |

### Ospiti in Honduras
| Ospite             | Età     | Professione           | Permanenza | Luogo di nascita |
| ------------------ | ------- | --------------------- | ---------- | ---------------- |
| Flavio Montrucchio | 43 anni | Attore, conduttore TV | Giorno 47  | Torino           |
| Riccardo Ferri     | 55 anni | Ex calciatore         | Giorno 54  | Crema            |

## Tabella delle nomination e dello svolgimento del programma
Legenda
     Concorrente migliore della settimana con il potere di mandare in nomination ed immune
     Concorrente direttamente al televoto e non votante
     Concorrente immune dalle nomination
     Concorrente sull'Isola del Mejor
     Concorrente sull'Isola del Peor
     Concorrente su Isla Bonita insieme al migliore della settimana
     Concorrente sull'Isola che non c'è
     Concorrente salvato dal migliore e dal finalista in caso di ex aequo
     Concorrente direttamente in finale

|                                      | Settimana 1                                                        | Settimana 2                        | Settimana 3                                        | Settimana 4                                        | Settimana 5                                        | Settimana 6                                        | Settimana 7                                                       | Settimana 7                                        | Settimana 8                                           | Settimana 9                                        | Settimana 10                                         | Settimana 11                                                     | Settimana 12                         | Ultima settimana                                | Ultima settimana                                | Ultima settimana                                | Ultima settimana                                | Numero totale di nomination |
| Giorno 1                             | Giorno 8                                                           | Giorno 15                          | Giorno 23                                          | Giorno 30                                          | Giorno 37                                          | Giorno 43                                          | Giorno 43                                                         | Giorno 50                                          | Giorno 58                                             | Giorno 65                                          | Giorno 72                                            | Giorno 78                                                        | Giorno 85                            | Giorno 85                                       | Giorno 85                                       | Giorno 85                                       |                                                 | Numero totale di nomination |
| ------------------------------------ | ------------------------------------------------------------------ | ---------------------------------- | -------------------------------------------------- | -------------------------------------------------- | -------------------------------------------------- | -------------------------------------------------- | ----------------------------------------------------------------- | -------------------------------------------------- | ----------------------------------------------------- | -------------------------------------------------- | ---------------------------------------------------- | ---------------------------------------------------------------- | ------------------------------------ | ----------------------------------------------- | ----------------------------------------------- | ----------------------------------------------- | ----------------------------------------------- | --------------------------- |
| Migliore della settimana             | Francesco                                                          | Alessia                            | Paola                                              | Marco                                              | Simone                                             | Marco                                              | Jonathan                                                          | Jonathan                                           | Amaurys                                               | Alessia                                            | Alessia                                              | Nessuno                                                          | Nessuno                              | Nessuno                                         | Nessuno                                         | Nessuno                                         | Nessuno                                         | Numero totale di nomination |
|                                      |                                                                    |                                    |                                                    |                                                    |                                                    |                                                    |                                                                   |                                                    |                                                       |                                                    |                                                      |                                                                  |                                      |                                                 |                                                 |                                                 |                                                 |                             |
| Gaspare                              | Marco                                                              | Francesca                          | Elena                                              | Elena                                              | Paola                                              | Elena                                              | Rosa                                                              | Rosa                                               | Simone                                                | Francesca                                          | Francesca                                            | Jonathan                                                         | Jonathan                             | Vincitore (Settimana 13 - Giorno 85)            | Vincitore (Settimana 13 - Giorno 85)            | Vincitore (Settimana 13 - Giorno 85)            | Vincitore (Settimana 13 - Giorno 85)            | 6                           |
| Bianca                               | Marco                                                              | Rosa                               | Cecilia                                            | Paola                                              | Paola                                              | Elena                                              | Rosa                                                              | Rosa                                               | Simone                                                | Simone                                             | Francesca                                            | Jonathan                                                         | Gaspare                              | Seconda classificata (Settimana 13 - Giorno 85) | Seconda classificata (Settimana 13 - Giorno 85) | Seconda classificata (Settimana 13 - Giorno 85) | Seconda classificata (Settimana 13 - Giorno 85) | 6                           |
| Amaurys                              | Rosa                                                               | Filippo                            | Elena                                              | Filippo                                            | Rosa                                               | Simone                                             | Simone                                                            | Simone                                             | Leader                                                | Francesca                                          | Francesca                                            | Jonathan                                                         | Jonathan                             | Terzo classificato (Settimana 13 - Giorno 85)   | Terzo classificato (Settimana 13 - Giorno 85)   | Terzo classificato (Settimana 13 - Giorno 85)   | Terzo classificato (Settimana 13 - Giorno 85)   | 5                           |
| Francesca                            | Nadia                                                              | Franco                             | Franco                                             | Amaurys                                            | Franco                                             | Bianca                                             | Gaspare                                                           | Gaspare                                            | Gaspare                                               | Franco                                             | Amaurys                                              | Sospesa                                                          | Nominata                             | Quarta classificata (Settimana 13 - Giorno 85)  | Quarta classificata (Settimana 13 - Giorno 85)  | Quarta classificata (Settimana 13 - Giorno 85)  | Quarta classificata (Settimana 13 - Giorno 85)  | 11                          |
| Jonathan                             | Rosa                                                               | Nadia                              | Elena                                              | Filippo                                            | Elena                                              | Francesca                                          | Leader                                                            | Leader                                             | Simone                                                | Simone                                             | Gaspare                                              | Alessia                                                          | Gaspare                              | Quinto classificato (Settimana 13- Giorno 85)   | Quinto classificato (Settimana 13- Giorno 85)   | Quinto classificato (Settimana 13- Giorno 85)   | Quinto classificato (Settimana 13- Giorno 85)   | 10                          |
| Rosa                                 | Nadia                                                              | Nadia                              | Alessia                                            | Amaurys                                            | Bianca                                             | Bianca                                             | Alessia                                                           | Alessia                                            | Non votante                                           | Non votante                                        | Sospesa                                              | Sospesa                                                          | Eliminate (Settimana 12 - Giorno 78) | Eliminate (Settimana 12 - Giorno 78)            | Eliminate (Settimana 12 - Giorno 78)            | Eliminate (Settimana 12 - Giorno 78)            | Eliminate (Settimana 12 - Giorno 78)            | 9                           |
| Alessia                              | Marco                                                              | Rosa                               | Cecilia                                            | Paola                                              | Paola                                              | Elena                                              | Rosa                                                              | Rosa                                               | Marco                                                 | Leader                                             | Leader                                               | Jonathan                                                         | Eliminate (Settimana 12 - Giorno 78) | Eliminate (Settimana 12 - Giorno 78)            | Eliminate (Settimana 12 - Giorno 78)            | Eliminate (Settimana 12 - Giorno 78)            | Eliminate (Settimana 12 - Giorno 78)            | 9                           |
| Elena                                | Non in gara                                                        | Immune                             | Cecilia                                            | Jonathan                                           | Franco                                             | Bianca                                             | Non votante                                                       | Non votante                                        | Non votante                                           | Non votante                                        | Sospesa                                              | Eliminata (Settimana 11 - Giorno 72)                             | Eliminata (Settimana 11 - Giorno 72) | Eliminata (Settimana 11 - Giorno 72)            | Eliminata (Settimana 11 - Giorno 72)            | Eliminata (Settimana 11 - Giorno 72)            | Eliminata (Settimana 11 - Giorno 72)            | 9                           |
| Franco                               | Marco                                                              | Francesca                          | Cecilia                                            | Francesca                                          | Francesca                                          | Elena                                              | Simone                                                            | Simone                                             | Simone                                                | Francesca                                          | Jonathan                                             | Ritirato (Settimana 10 - Giorno 68)                              | Ritirato (Settimana 10 - Giorno 68)  | Ritirato (Settimana 10 - Giorno 68)             | Ritirato (Settimana 10 - Giorno 68)             | Ritirato (Settimana 10 - Giorno 68)             | Ritirato (Settimana 10 - Giorno 68)             | 10                          |
| Simone                               | Non in gara                                                        | Fantasma                           | Nominato                                           | Filippo                                            | Gaspare                                            | Franco                                             | Amaurys                                                           | Amaurys                                            | Jonathan                                              | Franco                                             | Eliminato (Settimana 10 - Giorno 65)                 | Eliminato (Settimana 10 - Giorno 65)                             | Eliminato (Settimana 10 - Giorno 65) | Eliminato (Settimana 10 - Giorno 65)            | Eliminato (Settimana 10 - Giorno 65)            | Eliminato (Settimana 10 - Giorno 65)            | Eliminato (Settimana 10 - Giorno 65)            | 11                          |
| Marco                                | Chiara                                                             | Nadia                              | Cecilia                                            | Franco                                             | Franco                                             | Alessia                                            | Alessia                                                           | Alessia                                            | Simone                                                | Eliminato (Settimana 9 - Giorno 58)                | Eliminato (Settimana 9 - Giorno 58)                  | Eliminato (Settimana 9 - Giorno 58)                              | Eliminato (Settimana 9 - Giorno 58)  | Eliminato (Settimana 9 - Giorno 58)             | Eliminato (Settimana 9 - Giorno 58)             | Eliminato (Settimana 9 - Giorno 58)             | Eliminato (Settimana 9 - Giorno 58)             | 9                           |
| Nadia                                | Marco                                                              | Rosa                               | Eliminata                                          | Eliminata                                          | Eliminata                                          | Non votante                                        | Non votante                                                       | Non votante                                        | Eliminata (Settimana 8 - Giorno 50)                   | Eliminata (Settimana 8 - Giorno 50)                | Eliminata (Settimana 8 - Giorno 50)                  | Eliminata (Settimana 8 - Giorno 50)                              | Eliminata (Settimana 8 - Giorno 50)  | Eliminata (Settimana 8 - Giorno 50)             | Eliminata (Settimana 8 - Giorno 50)             | Eliminata (Settimana 8 - Giorno 50)             | Eliminata (Settimana 8 - Giorno 50)             | 9                           |
| Paola                                | Nadia                                                              | Nadia                              | Alessia                                            | : Simone                                           | Bianca                                             | Non votante                                        | Eliminati (Settimana 7 - Giorno 43)                               | Eliminati (Settimana 7 - Giorno 43)                | Eliminati (Settimana 7 - Giorno 43)                   | Eliminati (Settimana 7 - Giorno 43)                | Eliminati (Settimana 7 - Giorno 43)                  | Eliminati (Settimana 7 - Giorno 43)                              | Eliminati (Settimana 7 - Giorno 43)  | Eliminati (Settimana 7 - Giorno 43)             | Eliminati (Settimana 7 - Giorno 43)             | Eliminati (Settimana 7 - Giorno 43)             | Eliminati (Settimana 7 - Giorno 43)             | 5                           |
| Filippo                              | Marco                                                              | Nadia                              | Alessia                                            | Jonathan                                           | Eliminato                                          | Non votante                                        | Eliminati (Settimana 7 - Giorno 43)                               | Eliminati (Settimana 7 - Giorno 43)                | Eliminati (Settimana 7 - Giorno 43)                   | Eliminati (Settimana 7 - Giorno 43)                | Eliminati (Settimana 7 - Giorno 43)                  | Eliminati (Settimana 7 - Giorno 43)                              | Eliminati (Settimana 7 - Giorno 43)  | Eliminati (Settimana 7 - Giorno 43)             | Eliminati (Settimana 7 - Giorno 43)             | Eliminati (Settimana 7 - Giorno 43)             | Eliminati (Settimana 7 - Giorno 43)             | 5                           |
| Cecilia                              | Marco                                                              | Franco                             | Bianca                                             | Eliminata                                          | Eliminata                                          | Non votante                                        | Eliminati (Settimana 7 - Giorno 43)                               | Eliminati (Settimana 7 - Giorno 43)                | Eliminati (Settimana 7 - Giorno 43)                   | Eliminati (Settimana 7 - Giorno 43)                | Eliminati (Settimana 7 - Giorno 43)                  | Eliminati (Settimana 7 - Giorno 43)                              | Eliminati (Settimana 7 - Giorno 43)  | Eliminati (Settimana 7 - Giorno 43)             | Eliminati (Settimana 7 - Giorno 43)             | Eliminati (Settimana 7 - Giorno 43)             | Eliminati (Settimana 7 - Giorno 43)             | 8                           |
| Giucas                               | Craig                                                              | Francesca                          | Cecilia                                            | Filippo                                            | Non votante                                        | Ritirato (Settimana 6 - Giorno 37)                 | Ritirato (Settimana 6 - Giorno 37)                                | Ritirato (Settimana 6 - Giorno 37)                 | Ritirato (Settimana 6 - Giorno 37)                    | Ritirato (Settimana 6 - Giorno 37)                 | Ritirato (Settimana 6 - Giorno 37)                   | Ritirato (Settimana 6 - Giorno 37)                               | Ritirato (Settimana 6 - Giorno 37)   | Ritirato (Settimana 6 - Giorno 37)              | Ritirato (Settimana 6 - Giorno 37)              | Ritirato (Settimana 6 - Giorno 37)              | Ritirato (Settimana 6 - Giorno 37)              | 0                           |
| Craig                                | Alessia                                                            | Cecilia                            | Cecilia                                            | Ritirato (Settimana 4 - Giorno 23)                 | Ritirato (Settimana 4 - Giorno 23)                 | Ritirato (Settimana 4 - Giorno 23)                 | Ritirato (Settimana 4 - Giorno 23)                                | Ritirato (Settimana 4 - Giorno 23)                 | Ritirato (Settimana 4 - Giorno 23)                    | Ritirato (Settimana 4 - Giorno 23)                 | Ritirato (Settimana 4 - Giorno 23)                   | Ritirato (Settimana 4 - Giorno 23)                               | Ritirato (Settimana 4 - Giorno 23)   | Ritirato (Settimana 4 - Giorno 23)              | Ritirato (Settimana 4 - Giorno 23)              | Ritirato (Settimana 4 - Giorno 23)              | Ritirato (Settimana 4 - Giorno 23)              | 1                           |
| Francesco                            | Éva                                                                | Nadia                              | Ritirato (Settimana 3 - Giorno 14)                 | Ritirato (Settimana 3 - Giorno 14)                 | Ritirato (Settimana 3 - Giorno 14)                 | Ritirato (Settimana 3 - Giorno 14)                 | Ritirato (Settimana 3 - Giorno 14)                                | Ritirato (Settimana 3 - Giorno 14)                 | Ritirato (Settimana 3 - Giorno 14)                    | Ritirato (Settimana 3 - Giorno 14)                 | Ritirato (Settimana 3 - Giorno 14)                   | Ritirato (Settimana 3 - Giorno 14)                               | Ritirato (Settimana 3 - Giorno 14)   | Ritirato (Settimana 3 - Giorno 14)              | Ritirato (Settimana 3 - Giorno 14)              | Ritirato (Settimana 3 - Giorno 14)              | Ritirato (Settimana 3 - Giorno 14)              | 0                           |
| Éva                                  | Marco                                                              | Eliminata (Settimana 2 - Giorno 8) | Eliminata (Settimana 2 - Giorno 8)                 | Eliminata (Settimana 2 - Giorno 8)                 | Eliminata (Settimana 2 - Giorno 8)                 | Eliminata (Settimana 2 - Giorno 8)                 | Eliminata (Settimana 2 - Giorno 8)                                | Eliminata (Settimana 2 - Giorno 8)                 | Eliminata (Settimana 2 - Giorno 8)                    | Eliminata (Settimana 2 - Giorno 8)                 | Eliminata (Settimana 2 - Giorno 8)                   | Eliminata (Settimana 2 - Giorno 8)                               | Eliminata (Settimana 2 - Giorno 8)   | Eliminata (Settimana 2 - Giorno 8)              | Eliminata (Settimana 2 - Giorno 8)              | Eliminata (Settimana 2 - Giorno 8)              | Eliminata (Settimana 2 - Giorno 8)              | 1                           |
| Chiara                               | Alessia                                                            | Ritirata (Settimana 1 - Giorno 7)  | Ritirata (Settimana 1 - Giorno 7)                  | Ritirata (Settimana 1 - Giorno 7)                  | Ritirata (Settimana 1 - Giorno 7)                  | Ritirata (Settimana 1 - Giorno 7)                  | Ritirata (Settimana 1 - Giorno 7)                                 | Ritirata (Settimana 1 - Giorno 7)                  | Ritirata (Settimana 1 - Giorno 7)                     | Ritirata (Settimana 1 - Giorno 7)                  | Ritirata (Settimana 1 - Giorno 7)                    | Ritirata (Settimana 1 - Giorno 7)                                | Ritirata (Settimana 1 - Giorno 7)    | Ritirata (Settimana 1 - Giorno 7)               | Ritirata (Settimana 1 - Giorno 7)               | Ritirata (Settimana 1 - Giorno 7)               | Ritirata (Settimana 1 - Giorno 7)               | 1                           |
|                                      |                                                                    |                                    |                                                    |                                                    |                                                    |                                                    |                                                                   |                                                    |                                                       |                                                    |                                                      |                                                                  |                                      |                                                 |                                                 |                                                 |                                                 |                             |
| Nominato dal migliore                | Éva                                                                | Rosa                               | Alessia                                            | Franco                                             | Gaspare                                            | Alessia                                            | Nessuno                                                           | Nessuno                                            | Nessuno                                               | Nessuno                                            | Nessuno                                              | Nessuna nomination del migliore                                  | Nessuna nomination del migliore      | Nessuno                                         | Nessuno                                         | Nessuno                                         | Nessuno                                         |                             |
| Nominato dal gruppo                  | Marco                                                              | Francesca Nadia                    | Cecilia                                            | Filippo Amaurys                                    | Paola Franco                                       | Bianca Elena                                       | Simone Alessia Rosa                                               | Simone Alessia Rosa                                | Simone Marco Jonathan                                 | Simone Francesca Franco                            | Francesca Gaspare Jonathan                           | Jonathan Alessia                                                 | Jonathan                             | Nessuno                                         | Nessuno                                         | Nessuno                                         | Nessuno                                         |                             |
| Concorrente direttamente al televoto | Nessuno                                                            | Nessuno                            | Simone                                             | Nessuno                                            | Nessuno                                            | Nessuno                                            | Nessuno                                                           | Nessuno                                            | Nessuno                                               | Nessuno                                            | Nessuno                                              | Nessuno                                                          | Francesca                            | Nessuno                                         | Nessuno                                         | Nessuno                                         | Nessuno                                         |                             |
| Nominato dopo una prova              | Nessuno                                                            | Nessuno                            | Nessuno                                            | Nessuno                                            | Nessuno                                            | Nessuno                                            | Nessuno                                                           | Nessuno                                            | Nessuno                                               | Nessuno                                            | Nessuno                                              | Nessuno                                                          | Nessuno                              | Nessuno                                         | Gaspare Francesca                               | Amaurys Gaspare                                 | Nessuno                                         |                             |
| Salvati dal televoto                 | Nessuno                                                            | Marco 23% per eliminare            | Francesca 15% per eliminare Rosa 35% per eliminare | Simone 10% per eliminare Alessia 35% per eliminare | Amaurys 11% per eliminare Franco 23% per eliminare | Gaspare 12% per eliminare Franco 20% per eliminare | Alessia 18% per eliminare Bianca 21% per eliminare                | Alessia 18% per eliminare Bianca 21% per eliminare | Simone 14% per eliminare Alessia 42,60% per eliminare | Jonathan 8% per eliminare Simone 36% per eliminare | Franco 20% per eliminare Francesca 35% per eliminare | Jonathan 14% per eliminare Gaspare 35% per eliminare             | Jonathan 44% per eliminare           | Francesca 30% per eliminare                     | Gaspare 49% per eliminare                       | Gaspare 37% per eliminare                       | Gaspare 67% per vincere                         |                             |
| Eliminato dal televoto               | Nessuno                                                            | Éva 77% per eliminare              | Nadia 50% per eliminare                            | Cecilia 55% per eliminare                          | Filippo 66% per eliminare                          | Paola 68% per eliminare                            | Elena 61% per eliminare                                           | Elena 61% per eliminare                            | Rosa 43,40% per eliminare                             | Marco 56% per eliminare                            | Simone 45% per eliminare                             | Francesca 51% per eliminare                                      | Alessia 56% per eliminare            | Jonathan 70% per eliminare                      | Francesca 51% per eliminare                     | Amaurys 63% per eliminare                       | Bianca 33% per vincere                          |                             |
| Spareggio per entrare in gioco       | Franco 38% per entrare in gioco                                    | Nessuno spareggio                  | Nessuno spareggio                                  | Nessuno spareggio                                  | Nessuno spareggio                                  | Nessuno spareggio                                  | Nessuno spareggio                                                 | Nessuno spareggio                                  | Nessuno spareggio                                     | Nessuno spareggio                                  | Nessuno spareggio                                    | Nessuno spareggio                                                | Nessuno spareggio                    | Nessuno spareggio                               | Nessuno spareggio                               | Nessuno spareggio                               | Nessuno spareggio                               |                             |
| Spareggio per entrare in gioco       | Deianira 37% per entrare in gioco Valerio 25% per entrare in gioco | Nessuno spareggio                  | Nessuno spareggio                                  | Nessuno spareggio                                  | Nessuno spareggio                                  | Nessuno spareggio                                  | Nessuno spareggio                                                 | Nessuno spareggio                                  | Nessuno spareggio                                     | Nessuno spareggio                                  | Nessuno spareggio                                    | Nessuno spareggio                                                | Nessuno spareggio                    | Nessuno spareggio                               | Nessuno spareggio                               | Nessuno spareggio                               | Nessuno spareggio                               |                             |
| Spareggio sull'Isola che non c'è     | Nessuno spareggio                                                  | Nessuno spareggio                  | Nessuno spareggio                                  | Nessuno spareggio                                  | Nessuno spareggio                                  | Nessuno spareggio                                  | Nadia 36% per entrare in gioco Paola 27% per entrare in gioco     | Nadia 28% per eliminare Elena 35% per eliminare    | Elena 30% per eliminare Rosa 34% per eliminare        | Nessuno spareggio                                  | Elena 8% per eliminare Rosa 29% per eliminare        | Nessuno spareggio                                                | Nessuno spareggio                    | Nessuno spareggio                               | Nessuno spareggio                               | Nessuno spareggio                               | Nessuno spareggio                               |                             |
| Spareggio sull'Isola che non c'è     | Nessuno spareggio                                                  | Nessuno spareggio                  | Nessuno spareggio                                  | Nessuno spareggio                                  | Nessuno spareggio                                  | Nessuno spareggio                                  | Filippo 20% per entrare in gioco Cecilia 17% per entrare in gioco | Paola 37% per eliminare                            | Nadia 36% per eliminare                               | Nessuno spareggio                                  | Simone 63% per eliminare                             | Nessuno spareggio                                                | Nessuno spareggio                    | Nessuno spareggio                               | Nessuno spareggio                               | Nessuno spareggio                               | Nessuno spareggio                               |                             |
| Spareggio tra naufraghi sospesi      | Nessuno spareggio                                                  | Nessuno spareggio                  | Nessuno spareggio                                  | Nessuno spareggio                                  | Nessuno spareggio                                  | Nessuno spareggio                                  | Nessuno spareggio                                                 | Nessuno spareggio                                  | Nessuno spareggio                                     | Nessuno spareggio                                  | Nessuno spareggio                                    | Francesca 57% per entrare in gioco Rosa 33% per entrare in gioco | Francesca 57% per entrare in gioco   | Nessuno spareggio                               | Nessuno spareggio                               | Nessuno spareggio                               | Nessuno spareggio                               |                             |
| Spareggio tra naufraghi sospesi      | Nessuno spareggio                                                  | Nessuno spareggio                  | Nessuno spareggio                                  | Nessuno spareggio                                  | Nessuno spareggio                                  | Nessuno spareggio                                  | Nessuno spareggio                                                 | Nessuno spareggio                                  | Nessuno spareggio                                     | Nessuno spareggio                                  | Nessuno spareggio                                    | Elena 10% per entrare in gioco                                   | Rosa 43% per entrare in gioco        | Nessuno spareggio                               | Nessuno spareggio                               | Nessuno spareggio                               | Nessuno spareggio                               |                             |
| Nuovi sbarchi                        | Nessuno                                                            | Elena Morali Simone Barbato        | Nessuno                                            | Nessuno                                            | Nessuno                                            | Nessuno                                            | Nessuno                                                           | Nessuno                                            | Nessuno                                               | Nessuno                                            | Nessuno                                              | Nessuno                                                          | Nessuno                              | Nessuno                                         | Nessuno                                         | Nessuno                                         | Nessuno                                         |                             |
| Ritirati                             | Nessuno                                                            | Chiara                             | Francesco                                          | Craig                                              | Nessuno                                            | Giucas                                             | Nessuno                                                           | Nessuno                                            | Nessuno                                               | Nessuno                                            | Nessuno                                              | Franco                                                           | Nessuno                              | Nessuno                                         | Nessuno                                         | Nessuno                                         | Nessuno                                         |                             |

## Cronologia degli episodi

### Settimana 1
Alessia Mancini, Rosa Perrotta, Bianca Atzei, Nadia Rinaldi, Jonathan Kashanian, Giucas Casella, Amaurys Pérez, Éva Henger, Marco Ferri, Paola Di Benedetto, Filippo Nardi, Gaspare, Chiara Nasti, Francesco Monte, Cecilia Capriotti, Craig Warwick e Francesca Cipriani sbarcano sull'isola.
Si apre un televoto per decidere chi tra i finalisti di Saranno Isolani Deianira Marzano, Franco Terlizzi e Valerio Schiavone sarà concorrente ufficiale. Con il 38% di votazione Franco Terlizzi è un nuovo concorrente dell'isola.
Viene svolta la prima prova che determina il migliore e il peggiore con la suddivisione del gruppo dei naufraghi che saranno destinati a due isole diverse dall'altra, chiamate rispettivamente Isola del Mejor, in realtà Cayo Paloma, e Isola del Peor, in realtà Playa Dos. Il migliore della prova è Francesco Monte, mentre il peggiore della prova è Giucas Casella. Francesco Monte, il migliore, decide di portare con sé sulla sua isola Filippo Nardi, Rosa Perrotta, Marco Ferri, Paola Di Benedetto, Jonathan Kashanian, Alessia Mancini, Bianca Atzei e Nadia Rinaldi, mentre Giucas Casella, il peggiore, decide di portare con sé sulla sua isola Amaurys Pérez, Éva Henger, Chiara Nasti, Francesca Cipriani, Gaspare, Franco Terlizzi, Cecilia Capriotti e Craig Warwick.
In nomination vanno Marco Ferri nominato dal gruppo e Éva Henger nominata da Francesco Monte migliore della settimana.

### Settimana 2
Chiara Nasti annuncia di ritirarsi dal programma.
Éva Henger è con il 77% di votazione eliminata.
Viene svolta la seconda prova che determina il migliore e il peggiore della settimana. Le squadre vengono formate tramite reazione a catena: tra i Mejor troviamo Alessia Mancini, la migliore della prova, Bianca Atzei, Nadia Rinaldi, Amaurys Pérez, Giucas Casella, Gaspare, Franco Terlizzi e Craig Warwick. Tra i Peor troviamo Cecilia Capriotti, la peggiore della prova, Francesco Monte, Filippo Nardi, Marco Ferri, Paola Di Benedetto, Rosa Perrotta, Jonathan Kashanian e Francesca Cipriani.
Due nuovi concorrenti sbarcano sull'isola: Elena Morali e Simone Barbato. La prima si aggiunge al gruppo dei Mejor, immune dalle nomination perché nuova arrivata, mentre il secondo ricopre il ruolo di fantasma della jungla dell'Isola del Peor senza essere scoperto, pena la nomination automatica per la settimana successiva.
In nomination vanno Francesca Cipriani e Nadia Rinaldi nominate dal gruppo e Rosa Perrotta nominata da Alessia Mancini migliore della settimana.
Durante l'undicesimo giorno Simone Barbato viene scoperto dai naufraghi dell'Isola del Peor ed entra a far parte del gruppo, finendo quindi direttamente in nomination nella settimana successiva.

### Settimana 3
Francesco Monte annuncia di ritirarsi dal programma.
Nadia Rinaldi è con il 50% di votazione eliminata.
Viene svolta la terza prova della suddivisione a squadre che determina il migliore e il peggiore della settimana. Anche in questo caso le squadre vengono formate tramite reazione a catena: tra i Mejor troviamo Paola Di Benedetto, la migliore della prova, Rosa Perrotta, Filippo Nardi, Marco Ferri, Jonathan Kashanian, Francesca Cipriani e Craig Warwick. Tra i Peor troviamo Giucas Casella, il peggiore della prova, Amaurys Pérez, Gaspare, Alessia Mancini, Bianca Atzei, Elena Morali, Franco Terlizzi, Cecilia Capriotti e Simone Barbato, direttamentre tra i Peor in quanto già in nomination.
Viene deciso che solo i concorrenti della squadra rossa dei Peor possono essere nominati dal gruppo, ad eccezione della migliore, Paola Di Benedetto, che può nominare chiunque. Quindi in nomination vanno: Simone Barbato, direttamente nominato in quanto scoperto nella Jungla dai naufraghi dell'Isola del Peor la settimana precedente, Cecilia Capriotti nominata dal gruppo e Alessia Mancini nominata da Paola Di Benedetto migliore della settimana.

### Settimana 4
Craig Warwick annuncia di ritirarsi dal programma.
Cecilia Capriotti è con il 55% di votazione eliminata.
La quarta prova della suddivisione a squadre che decreta il migliore e il peggiore della settimana viene svolta solo dai primi tre classificati, ovvero Jonathan Kashanian, Marco Ferri e Paola Di Benedetto, e dagli ultimi tre classificati, ovvero Rosa Perrotta, Giucas Casella e Alessia Mancini, della prova ricompensa settimanale. Tra i Mejor troviamo Marco Ferri, il migliore della rispettiva prova, Paola Di Benedetto, Filippo Nardi, Elena Morali, Franco Terlizzi, Amaurys Pérez e Bianca Atzei. Tra i Peor troviamo Alessia Mancini, la peggiore della rispettiva prova, Giucas Casella, Gaspare, Simone Barbato, Francesca Cipriani, Rosa Perrotta e Jonathan Kashanian.
In nomination vanno Filippo Nardi e Amaurys Pérez nominati dal gruppo e Franco Terlizzi nominato da Marco Ferri migliore della settimana.

### Settimana 5
Giucas Casella, su decisione della produzione, viene momentaneamente sospeso dal programma a causa di problemi di salute.
Filippo Nardi è con il 66% di votazione eliminato.
La quinta prova per decretare il migliore e il peggiore della settimana viene svolta solo da Rosa Perrotta e Simone Barbato, primi classificati, e da Paola Di Benedetto e Jonathan Kashanian, ultimi classificati, della prova del Mejor e del Peor svoltasi durante la settimana. Il Mejor della settimana è Simone Barbato, mentre il Peor della settimana è Paola Di Benedetto. Da questa settimana tutti i naufraghi vengono riuniti in un'unica isola, Playa Uva, senza divisione in squadre. Simone Barbato, in quanto Mejor, ha la facoltà di poter scegliere un altro naufrago da portare con sé per un giorno sull'isola chiamata Isla Bonita, in realtà Cayo Bolaños. Sceglie Elena Morali.
In nomination vanno Paola Di Benedetto e Franco Terlizzi nominati dal gruppo e Gaspare nominato da Simone Barbato migliore della settimana.

### Settimana 6
Paola Di Benedetto è con il 68% di votazione eliminata.
Giucas Casella, su decisione della produzione e per problemi di salute, annuncia di ritirarsi dal programma.
Ai naufraghi eliminati fino a questo momento viene offerta la possibilità di rientrare in gioco. Éva Henger rifiuta, mentre Nadia Rinaldi, Cecilia Capriotti, Filippo Nardi e Paola Di Benedetto accettano di andare al televoto per decidere chi deve essere riammesso in gioco sull'isola chiamata L'Isola che non c'è, in realtà Cayo Paloma.
La sesta prova per definire migliore e peggiore della settimana viene svolta solo da Jonathan Kashanian, Rosa Perrotta e Marco Ferri, vincitori, e da Francesca Cipriani, Simone Barbato e Elena Morali, ultimi classificati, della prova del Mejor e del Peor svoltasi durante la settimana. Il Mejor della settimana è Marco Ferri, mentre il Peor è Francesca Cipriani. Marco Ferri, Mejor, decide di portare per un giorno su Isla Bonita Jonathan Kashanian.
In nomination vanno Bianca Atzei e Elena Morali nominate dal gruppo e Alessia Mancini nominata da Marco Ferri migliore della settimana.

### Settimana 7
Nadia Rinaldi e Paola Di Benedetto sono rispettivamente con il 36% e 27% di votazione riammesse in gioco, mentre Filippo Nardi e Cecilia Capriotti sono definitivamente eliminati.
Elena Morali è con il 61% di votazione eliminata. Accetta di andare al televoto e di sfidare allo spareggio sull'Isola che non c'è Nadia Rinaldi e Paola Di Benedetto. Con il 37% di votazione Paola Di Benedetto è definitivamente eliminata, mentre Nadia Rinaldi e Elena Morali restano in gioco.
Durante la settimana viene svolta la settima prova del Mejor e del Peor. Jonathan Kashanian e Rosa Perrotta sono i primi classificati della prova e si sfidano per decretare il Mejor, mentre Marco Ferri e Francesca Cipriani, ultimi classificati della prova, si sfidano per decretare il Peor. Il Mejor della settimana è Jonathan Kashanian, mentre il Peor è Francesca Cipriani. Jonathan Kashanian, in quanto Mejor, decide di portare per un giorno su Isla Bonita Bianca Atzei.
In nomination vanno Simone Barbato, Alessia Mancini e Rosa Perrotta nominati dal gruppo. Jonathan Kashanian, Mejor della settimana, decide di non esprimere nessuna nomination.

### Settimana 8
Rosa Perrotta è con il 43,40% di votazione eliminata. Accetta di andare al televoto e di sfidare allo spareggio sull'Isola che non c'è Elena Morali e Nadia Rinaldi. Con il 36% di votazione Nadia Rinaldi è definitivamente eliminata, mentre Elena Morali e Rosa Perrotta restano in gioco.
L'ottava prova del Mejor e del Peor viene svolta durante la settimana. Amaurys Pérez e Marco Ferri sono i migliori e si sfidano per decretare il Mejor, mentre Francesca Cipriani, non portando a termine la prova, è automaticamente Peor. A seguito di un'irregolarità durante la prova, Marco Ferri diventa il Peor della settimana, mentre Amaurys Pérez, senza svolgere nessun spareggio, è automaticamente Mejor. Amaurys Pérez, in quanto Mejor, decide di portare per un giorno su Isla Bonita Alessia Mancini.
Viene deciso che possono essere nominati solo i naufraghi di sesso maschile. Quindi in nomination vanno Simone Barbato, Marco Ferri e Jonathan Kashanian nominati dal gruppo. Amaurys Pérez, Mejor della settimana, decide di non esprimere nessuna nomination, ma salva Gaspare, anch'esso nominato dal gruppo.

### Settimana 9
Il gruppo dei naufraghi viene trasferito da Playa Uva a Playa Dos.
Valeria Marini trascorre alcuni giorni sull'isola insieme agli altri naufraghi come ospite speciale, facendo credere al gruppo di essere un concorrente ufficiale.
Marco Ferri è con il 56% di votazione eliminato. Rifiuta di andare al televoto e di sfidare allo spareggio sull'Isola che non c'è Elena Morali e Rosa Perrotta, quindi è definitivamente eliminato.
Amaurys Pérez e Alessia Mancini si sfidano per decretare il Mejor della settimana in quanto primi classificati della nona e ultima prova del Mejor e del Peor svoltasi durante la settimana; Francesca Cipriani, ultima classificata perché non porta a termine la prova, è inizialmente decretata Peor della settimana, ma successivamente viene sfidata da Valeria Marini, arrivata sull'isola come ospite speciale. Il Mejor della settimana è Alessia Mancini, mentre il Peor è Valeria Marini. Alessia Mancini, in quanto Mejor, decide di portare per un giorno su Isla Bonita Francesca Cipriani.
In nomination vanno Francesca Cipriani, Simone Barbato e Franco Terlizzi nominati dal gruppo. Alessia Mancini, Mejor della settimana, decide di non esprimere nessuna nomination.

### Settimana 10
Simone Barbato è con il 45% di votazione eliminato. Accetta di andare al televoto e di sfidare allo spareggio sull'Isola che non c'è Elena Morali e Rosa Perrotta. Con il 63% di votazione Simone Barbato è definitivamente eliminato, mentre Elena Morali e Rosa Perrotta restano in gioco.
Durante la settimana viene svolta la decima prova del Mejor e del Peor. Jonathan Kashanian e Alessia Mancini sono i primi classificati della prova e si sfidano per decretare il Mejor, mentre Amaurys Pérez, ultimo classificato della prova, è direttamente Peor della settimana. Il Mejor della settimana è, nuovamente, Alessia Mancini. Quest'ultima decide di portare per un giorno su Isla Bonita Gaspare.
Elena Morali e Rosa Perrotta vengono riunite al gruppo dei naufraghi restanti su Playa Dos, con la facoltà di essere immuni dalle nomination, ma momentaneamente sospese. L'Isola che non c'è cessa, così, di esistere.
In nomination vanno Francesca Cipriani, Gaspare e Jonathan Kashanian nominati dal gruppo. Alessia Mancini, Mejor della settimana, decide di non esprimere nessuna nomination, ma salva Amaurys Pérez, anch'esso nominato dal gruppo.

### Settimana 11
Franco Terlizzi, a causa di problemi di salute, annuncia di ritirarsi dal programma.
Francesca Cipriani è con il 51% di votazione eliminata. Accetta di sfidare allo spareggio le due naufraghe sospese Elena Morali e Rosa Perrotta. Con rispettivamente il 57% e 33% di votazione Francesca Cipriani e Rosa Perrotta rientrano in gioco da sospese e accedono alla semifinale, mentre Elena Morali è definitivamente eliminata.
A tutti i naufraghi restanti, eccetto le due naufraghe sospese Francesca Cipriani e Rosa Perrotta, viene chiesto quale naufrago vuole in finale. Amaurys Pérez risulta il naufrago più votato, quindi primo finalista e immune dalle nomination.
In nomination vanno Jonathan Kashanian e Alessia Mancini nominati dal gruppo.

### Settimana 12
Viene svolta una prova tra i due nominati della settimana Alessia Mancini e Jonathan Kashanian. Essa viene vinta da Alessia Mancini. In quanto vincitrice della prova, la naufraga ha l'opportunità di dire tutto quello che pensa, con il televoto ancora aperto.
Alessia Mancini è con il 56% di votazione eliminata. Rifiuta di sfidare allo spareggio le due naufraghe sospese Francesca Cipriani e Rosa Perrotta, quindi è definitivamente eliminata.
Si apre un televoto tra le due naufraghe sospese Francesca Cipriani e Rosa Perrotta per decidere chi deve rientrare in gioco. Con il 57% di votazione Francesca Cipriani rientra in gioco ed è direttamente nominata, mentre Rosa Perrotta è definitivamente eliminata.
In nomination vanno Jonathan Kashanian nominato dal gruppo e Francesca Cipriani direttamente nominata in quanto vincitrice dello spareggio tra naufraghi sospesi. Amaurys Pérez, in quanto primo finalista e immune, decide di salvare Gaspare, anch'esso nominato dal gruppo.

### Ultima settimana
Il gruppo dei naufraghi viene trasferito da Playa Dos a Cayo Paloma.
Jonathan Kashanian è con il 70% di votazione eliminato e quinto classificato.
Viene svolta una prova, a coppia e determinata tramite un sorteggio, per decidere il quarto classificato. Le coppie sono formate da Gaspare e Francesca Cipriani e da Amaurys Pérez e Bianca Atzei. La prova viene vinta dalla coppia composta da Amaurys Pérez e Bianca Atzei, mentre la coppia perdente composta da Gaspare e Francesca Cipriani va al televoto per decidere il quarto classificato.
Francesca Cipriani è con il 51% di votazione eliminata e quarta classificata.
Viene svolta un'altra prova, individuale, tra Gaspare, Amaurys Pérez e Bianca Atzei. La prova viene vinta da Bianca Atzei, mentre Amaurys Pérez e Gaspare vanno al televoto per decidere il terzo classificato.
Amaurys Pérez è con il 63% di votazione eliminato e terzo classificato.
Si apre un televoto tra Bianca Atzei e Gaspare per decidere il vincitore. Con il 67% di votazione Gaspare è il vincitore della tredicesima edizione del programma, mentre Bianca Atzei è seconda classificata.

## Prove del Migliore e del Peggiore
Nella tabella sono riassunte tutte le prove del Migliore (Mejor) e del Peggiore (Peor) di questa edizione con i relativi risultati. Le prove consistono nel decretare un Migliore (Mejor) e un Peggiore (Peor) della settimana che porta alla suddivisione in due squadre Blu e Rossa, destinati a due isole diverse l'una dall'altra, chiamate Isola del Mejor e Isola del Peor. A partire dalla quinta settimana tutti i naufraghi vengono riuniti in un'unica isola senza divisione in squadre.
| Settimana | Descrizione della prova | Esito |
| --------- | --- | --- |
| 1         | I naufraghi, nel più breve tempo possibile, devono afferrare e far passare otto anelli metallici tra due fiaccole accese, lungo un percorso tortuoso. | Francesco Monte è il Migliore della prova, mentre Giucas Casella il Peggiore. Entrambi formano le due squadre. La squadra Rossa dei peggiori formata da Giucas Casella, inoltre, non può partecipare alla prova ricompensa settimanale. |

| Mejor - Squadra Blu | Mejor - Squadra Blu |
| Naufrago            | Tempo               |
| ------------------- | ------------------- |
| Francesco Monte     | 0:33                |
| Filippo Nardi       | 0:42                |
| Rosa Perrotta       | 0:35                |
| Marco Ferri         | 0:35                |
| Paola Di Benedetto  | 0:38                |
| Jonathan Kashanian  | 0:44                |
| Alessia Mancini     | 0:39                |
| Bianca Atzei        | 0:34                |
| Nadia Rinaldi       | 0:52                |

| Peor - Squadra Rossa | Peor - Squadra Rossa |
| Naufrago             | Tempo                |
| -------------------- | -------------------- |
| Giucas Casella       | 1:23                 |
| Amaurys Pérez        | 0:38                 |
| Éva Henger           | 0:40                 |
| Chiara Nasti         | 0:41                 |
| Francesca Cipriani   | 0:53                 |
| Gaspare              | 0:47                 |
| Franco Terlizzi      | 0:54                 |
| Cecilia Capriotti    | 0:38                 |
| Craig Warwick        | 0:54                 |

| Settimana | Descrizione della prova | Esito |
| --------- | --- | --- |
| 2         | La prova si divide in due manche: una femminile e una maschile. Stefano De Martino lancia dalla cima di un muro dei cocchi contrassegnati da un punteggio ciascuno (da 1 a 15). I naufraghi devono raccogliere, all’interno di ceste legate loro in vita, il maggior numero di cocchi possibile, così da raggiungere un punteggio abbastanza alto da consentirgli la vittoria. In caso di ex aequo tra i peggiori viene effettuato uno spareggio facendo estrarre a ciascun contendente un cocco da un sacco; in questo modo chi tra di loro si aggiudica la cifra più bassa è consacrato, suo malgrado, il Peor della settimana. | Alessia Mancini è la Migliore della prova, mentre Cecilia Capriotti e Craig Warwick sono i Peggiori perché ottengono uno stesso punteggio. Tramite spareggio Cecilia Capriotti risulta la Peggiore. Con la reazione a catena si formano le due squadre. La squadra Rossa dei peggiori, inoltre, non può partecipare alla prova ricompensa settimanale. |

| Mejor - Squadra Blu | Mejor - Squadra Blu |
| Naufrago            | Punteggio           |
| ------------------- | ------------------- |
| Alessia Mancini     | 44                  |
| Bianca Atzei        | 24                  |
| Nadia Rinaldi       | 15                  |
| Amaurys Pérez       | 16                  |
| Giucas Casella      | 27                  |
| Gaspare             | 11                  |
| Franco Terlizzi     | 15                  |
| Craig Warwick       | 4                   |

| Peor - Squadra Rossa | Peor - Squadra Rossa |
| Naufrago             | Punteggio            |
| -------------------- | -------------------- |
| Cecilia Capriotti    | 4                    |
| Francesco Monte      | 26                   |
| Filippo Nardi        | 12                   |
| Marco Ferri          | 20                   |
| Paola Di Benedetto   | 30                   |
| Rosa Perrotta        | 17                   |
| Jonathan Kashanian   | 23                   |
| Francesca Cipriani   | 15                   |

| Settimana | Descrizione della prova | Esito |
| --------- | --- | --- |
| 3         | La prova si divide in tre manche: - Nella prima manche i naufraghi devono superare un percorso ad ostacoli: l'ultimo classificato risulta il peggiore; - Nella seconda manche i naufraghi devono superare un altro percorso ad ostacoli: i primi cinque classificati accedono alla finale; - Nella terza manche i cinque finalisti devono risolvere un quesito di logica. | Paola Di Benedetto è la Migliore della prova, mentre Giucas Casella il Peggiore. Tramite la reazione a catena si formano le due squadre. Simone Barbato risulta nei Peor perché già in nomination. La squadra Rossa dei peggiori, inoltre, ha un handicap nella prova ricompensa settimanale, ovvero l'esclusione di due partecipanti della squadra ad opera della Mejor della settimana. |

| Mejor - Squadra Blu | Mejor - Squadra Blu |
| Naufrago            |                     |
| ------------------- | ------------------- |
| Paola Di Benedetto  |                     |
| Rosa Perrotta       |                     |
| Filippo Nardi       |                     |
| Marco Ferri         |                     |
| Jonathan Kashanian  |                     |
| Francesca Cipriani  |                     |
| Craig Warwick       |                     |

| Peor - Squadra Rossa | Peor - Squadra Rossa |
| Naufrago             |                      |
| Giucas Casella       |                      |
| Amaurys Pérez        |                      |
| Gaspare              |                      |
| Alessia Mancini      |                      |
| Bianca Atzei         |                      |
| Elena Morali         |                      |
| Franco Terlizzi      |                      |
| Cecilia Capriotti    |                      |
| Simone Barbato       |                      |
| -------------------- | -------------------- |

| Settimana | Descrizione della prova | Esito |
| --------- | --- | --- |
| 4         | Jonathan Kashanian, Marco Ferri e Paola Di Benedetto sono nel gruppo dei primi tre classificati della prova ricompensa che si contendono il Mejor della settimana, mentre Rosa Perrotta, Giucas Casella e Alessia Mancini sono nel gruppo degli ultimi tre classificati della prova che si contendono il Peor della settimana. Trattasi di una prova di apnea. Del primo gruppo dei Peor chi resiste meno sott'acqua è il peggiore della settimana, mentre del secondo gruppo dei Mejor chi resiste di più sott'acqua è il migliore della settimana. | Marco Ferri è il Migliore della settimana, mentre Alessia Mancini la Peggiore. Le squadre vengono formate tramite reazione a catena scegliendo chi non si vuole sulla propria isola partendo solo dal Mejor. Ciascun membro delle due squadre che all'interno del bambù trova la scritta change è costretto a cambiare isola. La squadra Rossa dei peggiori, inoltre, non può partecipare alla prova ricompensa settimanale. |

| Mejor - Squadra Blu | Mejor - Squadra Blu |
| Naufrago            |                     |
| ------------------- | ------------------- |
| Marco Ferri         |                     |
| Paola Di Benedetto  |                     |
| Filippo Nardi       |                     |
| Elena Morali        |                     |
| Franco Terlizzi     |                     |
| Amaurys Pérez       |                     |
| Bianca Atzei        |                     |

| Peor - Squadra Rossa | Peor - Squadra Rossa |
| Naufrago             |                      |
| Alessia Mancini      |                      |
| Giucas Casella       |                      |
| Gaspare              |                      |
| Simone Barbato       |                      |
| Francesca Cipriani   |                      |
| Rosa Perrotta        |                      |
| Jonathan Kashanian   |                      |
| -------------------- | -------------------- |

| Settimana | Descrizione della prova | Esito |
| --------- | --- | --- |
| 5         | Durante la settimana viene svolta la prova per chi si contende il ruolo di Mejor e di Peor durante la diretta. Amaurys Pérez, Filippo Nardi e Franco Terlizzi non vi partecipano perché in nomination. La prova si divide in due manche, una femminile e una maschile. I naufraghi devono riuscire ad evadere dalla loro gabbia utilizzando solo spago e bambù per recuperare la chiave che apre il lucchetto. Il più veloce di ogni manche prende il totem del Mejor, l’ultimo resta invece senza totem. | Rosa Perrotta e Paola Di Benedetto sono rispettivamente migliore e peggiore della manche femminile, mentre Simone Barbato e Jonathan Kashanian sono rispettivamente migliore e peggiore della manche maschile. Rosa Perrotta e Simone Barbato si sfidano nella diretta per decretare il Mejor della settimana, mentre Paola Di Benedetto e Jonathan Kashanian si sfidano per decretare il Peor della settimana. |
| 5         | Rosa Perrotta e Simone Barbato si sfidano per decretare il Mejor, mentre Paola Di Benedetto e Jonathan Kashanian si sfidano per decretare il Peor. In entrambi i casi la prova consiste nel rimanere il più possibile in equilibrio appesi ad una corda seguendo le indicazioni di Stefano De Martino. | Simone Barbato è il Mejor della settimana, mentre Paola Di Benedetto è la Peor. Da questa settimana tutti i naufraghi vengono riuniti in un'unica isola senza divisione in squadre. Paola Di Benedetto in quanto Peor deve restare legata per una settimana al naufrago che ha nominato, ovvero Bianca Atzei, pena il dimezzamento del cibo per tutto il gruppo dei naufraghi.                                  |

| Settimana | Descrizione della prova | Esito |
| --------- | --- | --- |
| 6         | Durante la settimana viene svolta la prova per chi si contende il ruolo di Mejor e di Peor durante la diretta. Paola Di Benedetto, Franco Terlizzi e Gaspare non vi partecipano perché in nomination. Giucas Casella non vi partecipa perché momentaneamente sospeso dal programma a causa di problemi di salute. I partecipanti giocano divisi in tre squadre da tre giocatori, ognuno con un ruolo diverso: uno è bendato e affronta il labirinto alla ricerca dei sacchetti del proprio colore; un altro guida il compagno; l'ultimo risolve l'enigma con le tessere contenute nei sacchetti. Francesca Cipriani riceve l'ordine da Stefano De Martino di formare le squadre: - Squadra Rossa: Francesca Cipriani, Simone Barbato e Elena Morali. - Squadra Gialla: Bianca Atzei, Amaurys Pérez e Alessia Mancini. - Squadra Verde: Jonathan Kashanian, Rosa Perrotta e Marco Ferri. | La squadra Verde composta da Jonathan Kashanian, Rosa Perrotta e Marco Ferri vince la prova. I tre partecipanti si sfidano nella diretta per decretare il Mejor della settimana. La squadra Rossa composta da Francesca Cipriani, Simone Barbato e Elena Morali non porta a termine la prova. I tre si sfidano nella diretta per decretare il Peor. |
| 6         | Jonathan Kashanian, Rosa Perrotta e Marco Ferri si sfidano per decretare il Mejor, mentre Francesca Cipriani, Simone Barbato e Elena Morali si sfidano per decreatre il Peor. In entrambi i casi la prova consiste nel rimanere il più possibile in equilibrio appesi ad una corda seguendo le indicazioni di Stefano De Martino. | Marco Ferri è il Mejor della settimana, mentre Francesca Cipriani è la Peor. Francesca Cipriani in quanto Peor deve restare legata per una settimana al naufrago che ha nominato, ovvero Bianca Atzei, pena il dimezzamento del cibo per tutto il gruppo dei naufraghi.                                                                             |

| Settimana | Descrizione della prova | Esito |
| --------- | --- | --- |
| 7         | Durante la settimana viene svolta la prova per chi si contende il ruolo di Mejor e di Peor durante la diretta. Bianca Atzei, Alessia Mancini e Elena Morali non vi partecipano perché in nomination. La prova consiste nel memorizzare e ripetere nell'ordine corretto delle sequenze di tessere colorate. Ad ogni errore commesso si viene eliminati dal gioco. | Jonathan Kashanian e Rosa Perrotta sono i migliori della prova e si sfidano nella diretta per decretare il Mejor della settimana. Marco Ferri e Francesca Cipriani sono i peggiori della prova e si sfidano per decretare il Peor.                                                                                    |
| 7         | Jonathan Kashanian e Rosa Perrotta si sfidano per decretare il Mejor, mentre Marco Ferri e Francesca Cipriani si sfidano per decreatre il Peor. In entrambi i casi la prova consiste nel lanciare tramite una fionda delle palle contro un tabellone numerato facendo più punti possibili avendo a disposizione tre tentativi.                                   | Jonathan Kashanian è il Mejor della settimana, mentre Francesca Cipriani è la Peor. Francesca Cipriani in quanto Peor deve svolgere il ruolo di governante dell'isola seguendo le indicazioni fornite dalla produzione ogni giorno della settimana, pena il dimezzamento del cibo sia per sé stessa che per il Mejor. |

| Settimana | Descrizione della prova | Esito |
| --------- | --- | --- |
| 8         | Durante la settimana viene svolta la prova per chi si contende il ruolo di Mejor e di Peor durante la diretta. Simone Barbato, Alessia Mancini e Rosa Perrotta non vi partecipano perché in nomination. La prova si divide in due manche: - Nella prima manche Stefano De Martino fa cadere da una cascata dei cocchi. I naufraghi, dopo essersi tuffati in acqua, devono cercare di prendere un cocco e, tramite una delle tre ceste galleggianti, fare canestro. L'ultimo naufrago che porta a termine la manche risulta automaticamente Peor della settimana. - Nella seconda manche ad ogni partecipante è assegnato un colore. Stefano De Martino fa ricadere dalla cascata dei cocchi colorati. I primi due naufraghi che riescono a fare tre canestri nelle tre ceste galleggianti con i cocchi del rispettivo colore sono i migliori della prova. | Amaurys Pérez e Marco Ferri sono i migliori della prova e si sfidano nella diretta per decretare il Mejor della settimana. Francesca Cipriani è la Peor della settimana perché non porta a termine la prima manche. |
| 8         | Durante la settimana viene svolta la prova per chi si contende il ruolo di Mejor e di Peor durante la diretta. Simone Barbato, Alessia Mancini e Rosa Perrotta non vi partecipano perché in nomination. La prova si divide in due manche: - Nella prima manche Stefano De Martino fa cadere da una cascata dei cocchi. I naufraghi, dopo essersi tuffati in acqua, devono cercare di prendere un cocco e, tramite una delle tre ceste galleggianti, fare canestro. L'ultimo naufrago che porta a termine la manche risulta automaticamente Peor della settimana. - Nella seconda manche ad ogni partecipante è assegnato un colore. Stefano De Martino fa ricadere dalla cascata dei cocchi colorati. I primi due naufraghi che riescono a fare tre canestri nelle tre ceste galleggianti con i cocchi del rispettivo colore sono i migliori della prova. | A seguito di un'irregolarità durante la prova, Marco Ferri diventa il Peor della settimana, mentre Amaurys Pérez, senza svolgere nessun spareggio, è automaticamente Mejor. Marco Ferri, Peor, deve ricoprire il ruolo di servo: il Mejor gli assegna compiti per tutta la settimana e questi dovranno essere rispettati, pena il dimezzamento delle razioni di cibo per entrambi. |

| Settimana | Descrizione della prova | Esito |
| --------- | --- | --- |
| 9         | Durante la settimana viene svolta l'ultima prova per chi si contende il ruolo di Mejor e di Peor durante la diretta. Simone Barbato, Marco Ferri e Jonathan Kashanian non vi partecipano perché in nomination. I naufraghi, entro un tempo limite di tre minuti, devono raggiungere il traguardo dopo aver superato un percorso ad ostacoli trasportando in testa la maggior quantità d'acqua tramite una ciotola, fissata da una fascia di tessuto. I primi due classificati risultano i migliori della prova, mentre l'ultimo partecipante classificato è direttamente Peor della settimana. | Amaurys Pérez e Alessia Mancini sono i primi classificati della prova in quanto riescono a trasportare il maggior quantitativo di acqua; si sfidano nella diretta per decretare il Mejor. Francesca Cipriani è inizialmente direttamente Peor in quanto non porta a termine la prova, aiutandosi a tenere la ciotola sulla testa con le mani, non previsto nel regolamento. Successivamente viene sfidata da Valeria Marini, in quanto arrivata sull'isola come ospite speciale. |
| 9         | Amaurys Pérez e Alessia Mancini si sfidano per decretare il Mejor della settimana, mentre Valeria Marini, ospite speciale, sfida Francesca Cipriani per decretare il Peor. In entrambi i casi la prova consiste nel superare per primi un percorso ad ostacoli legati ad una corda che deve essere sbrogliata attraverso il percorso. | Alessia Mancini è la Mejor della settimana, mentre Valeria Marini è la Peor. Valeria Marini in quanto Peor deve svolgere il ruolo di governante dell'isola seguendo le indicazioni fornite dalla produzione ogni giorno della settimana, pena il dimezzamento del cibo sia per sé stessa che per il Mejor. |

| Settimana | Descrizione della prova | Esito |
| --------- | --- | --- |
| 10        | Durante la settimana viene svolta la prova per chi si contende il ruolo di Mejor e di Peor durante la diretta. Francesca Cipriani, Simone Barbato e Franco Terlizzi non vi partecipano perché in nomination. I naufraghi devono prima svitare da dei pali, girando su se stessi, tre dischi del rispettivo colore; una volta presi i tre dischi devono affrontare un enigma numerico e allineare i cerchi in modo che la somma delle cifre di ogni colonna dia lo stesso risultato. Uno dei tre codici ottenuti è la combinazione per aprire il lucchetto e prendere un totem chiuso dentro una cassa. I primi due classificati risultano i migliori della prova, mentre l'ultimo partecipante classificato è direttamente Peor della settimana. | Jonathan Kashanian e Alessia Mancini sono i primi classificati della prova in quanto primi a trovare il totem; si sfidano nella diretta per decretare il Mejor. Amaurys Pérez è direttamente Peor della settimana avendo trovato il totem per ultimo. |
| 10        | Jonathan Kashanian e Alessia Mancini si sfidano per decretare il Mejor della settimana. La prova consiste nel rimanere il più possibile in equilibrio appesi ad una corda seguendo le indicazioni di Stefano De Martino. | Alessia Mancini è la Mejor della settimana, mentre Amaurys Pérez è il Peor. Amaurys Pérez in quanto Peor deve costruirsi un riparo nella Jungla e restarci per tre notti.                                                                             |

## Prove ricompensa
In questa tabella sono riassunte le prove ricompensa di questa edizione con i loro risultati:
| Giorno | Concorrenti | Descrizione della prova | Premi in palio                                                                            | Esito |
| ------ | --- | --- | ----------------------------------------------------------------------------------------- | --- |
| 1      | Tutti i naufraghi a gruppi di quattro e cinque persone | Ogni gruppo arrivato sulla spiaggia, in un tempo limite di un minuto e 30 secondi, deve trovare una cassa scavando nella sabbia, aprendola e scoprendo l'oggetto posto al suo interno. | Oggetti vari all'interno delle casse                                                      | * Il primo gruppo composto da Alessia Mancini, Rosa Perrotta, Bianca Atzei e Nadia Rinaldi trova rispettivamente cuffia da doccia, scatolette di cibo, telecomando e ananas; - Il secondo gruppo composto da Jonathan Kashanian, Giucas Casella, Amaurys Pérez e Éva Henger trova rispettivamente pattino da ghiaccio, tazza, zerbino e stuoie; - Il terzo gruppo composto da Marco Ferri, Paola Di Benedetto, Filippo Nardi e Gaspare trova rispettivamente camera d'aria per biciclette, collana di agli, apriscatole e guanto da forno; - Il quarto gruppo composto da Chiara Nasti, Francesco Monte, Francesca Cipriani, Craig Warwick e Cecilia Capriotti trova rispettivamente peperoncini, coltello e due stuoie. A causa del tempo scaduto Craig Warwick e Cecilia Capriotti non trovano la cassa e restano senza oggetto. |
| 4      | I naufraghi dell'Isola del Mejor | Realizzare un puzzle i cui i tasselli sono contenuti in alcuni sacchi. Per raggiungere i sacchi bisogna camminare su una fune tesa sull’acqua, agganciandosi con delle corde sottilissime a un palo sovrastante composto da lame affilate. | Telo                                                                                      | Prova superata |
| 8      | La squadra Blu dell'Isola del Mejor contro la squadra Rossa dell'altra Isola del Peor | Le squadre devono raggiungere delle bandierine poste in cima ad un totem in mezzo al mare, afferrarle e portarle presso delle postazioni poste sulla riva uno alla volta. Il gruppo che per primo recupererà tutte le bandierine beneficerà della ricompensa. | Lasagne                                                                                   | Nonostante la prova sia stata giudicata nulla a seguito di alcune irregolarità, la ricompensa è stata consumata da tutti i naufraghi |
| 11     | I naufraghi dell'Isola del Mejor | In un tempo limite di quattro minuti i naufraghi, a coppia, devono attraversare un percorso ad ostacoli. Ciascuna coppia deve superare un ostacolo a testa tra travi di legno, una rete di corde, le altalene basculanti, tutto con la fiaccola in mano fino alla fine del percorso. | Fuoco                                                                                     | Prova superata |
| 15     | Tutti i naufraghi | La prova si divide in due manche: - Nella prima manche in un tempo limite di due minuti un gruppo deve prima recuperare delle tessere, correre in acqua e posizionarle su un tabellone. Vengono inserite 24 tessere su 25 spazi disponibili. - Nella seconda manche, sempre entro due minuti, altri tre naufraghi, tramite l'uso di una fionda, devono mirare alle tessere e cercare di romperle, così da conquistare il premio che vi è indicato sopra. Più tessere vengono recuperate, più cocchi sono forniti come arma da usare con la fionda.                                                                    | Ricompense incise sulle tessere                                                           | Le ricompense ottenute dopo aver distrutto le tessere sono: piatto di spaghetti, ali di pollo, uova sode, riso, fagioli, guacamole e succo di mango |
| 17     | La squadra Blu dell'Isola del Mejor contro la squadra Rossa dell'altra Isola del Peor. Paola Di Benedetto, la Mejor della settimana, decide di escludere dalla prova Amaurys Pérez e Alessia Mancini della squadra dei Peor | I naufraghi devono cercare di abbattere il muro della squadra avversaria alternandosi tra di loro con l’aiuto di alcune palle. Quando una delle due squadre è riuscita ad abbattere il muro della squadra avversaria completamente devono tuffarsi in acqua per recuperare i propri mattoni e ricostruire il muro. La squadra che per prima riesce a ricomporlo seguendo il disegno si aggiudica la ricompensa posta in una cassa posizionata in mare. | Maschera                                                                                  | La prova viene vinta dalla squadra blu dell'Isola del Mejor |
| 20     | Filippo Nardi e Francesca Cipriani dell'Isola del Mejor e Amaurys Pérez e Elena Morali dell'altra Isola del Peor | I quattro naufraghi devono nuotare e raggiungere in mezzo al mare una barca con all'interno la ricompensa. Una volta recuperata devono tornare alla spiaggia scegliendo due membri del proprio gruppo cui non possono beneficiare della ricompensa. | Pollo                                                                                     | I naufraghi scelti che rinunciano alla ricompensa sono: Filippo Nardi, Rosa Perrotta, Amaurys Pérez e Elena Morali. Il resto del gruppo beneficia della ricompensa |
| 23     | Tutti i naufraghi eccetto Filippo Nardi e Bianca Atzei per problemi fisici | I naufraghi, a gruppi di tre persone, devono cercare di far rotolare e far passare un cubo di legno attraverso delle porte. Il primo gruppo di tre naufraghi classificati, ovvero Jonathan Kashanian, Marco Ferri e Paola Di Benedetto, si contende su chi è il Mejor della settimana, mentre l'ultimo gruppo di tre naufraghi classificati, ovvero Rosa Perrotta, Giucas Casella e Alessia Mancini, si contende su chi è il Peor della settimana. | Ricompense varie                                                                          | I naufraghi, sempre a gruppi di tre persone, consumano le varie ricompense entro un tempo limite di due minuti |
| 25     | Marco Ferri, Mejor della settimana | Il naufrago, in quanto Mejor, deve decidere se tenere tutto il bottino o se prenderne solo una parte e lasciare la restante all'Isola del Peor, scegliendo quali cibi tenere senza saperne la quantità. | Arance, patate, yucca, pasta e uova                                                       | Marco Ferri decide di dividere le ricompense e il suo rispettivo gruppo sull'Isola del Mejor prende uova, patate e yucca. Il gruppo dei naufraghi dell'altra Isola del Peor riceve arance e pasta |
| 30     | Giucas Casella e Francesca Cipriani. | Entro un tempo limite di due minuti Giucas Casella deve ipnotizzare e convincere Francesca Cipriani a tuffarsi in mare dall'elicottero. Se riesce nella sua missione tutti i naufraghi beneficiano della ricompensa. | Pizza                                                                                     | Prova superata |
| 37     | Giucas Casella e Francesca Cipriani. | Giucas Casella deve ipnotizzare e far addormentare Francesca Cipriani. Se riesce nella sua missione tutti i naufraghi beneficiano della ricompensa. | Un piatto di spaghetti                                                                    | Prova superata |
| 39     | Tutti i naufraghi eccetto Alessia Mancini, Elena Morali e Bianca Atzei perché in nomination | La prova è collegata alla prova settimanale del Mejor e Peor. I naufraghi ricevono le ricompense in base alla classificazione nella prova; i primi classificati ricevono una ricompensa più succulenta, mentre gli altri un bottino meno ricco. | Torta al cioccolato, avocado, zucchine, carote, patate, cipolle e banane                  | Jonathan Kashanian e Rosa Perrotta, primi classificati della prova, ricevono torta al cioccolato, zucchine e avocado, mentre gli altri naufraghi ricevono le altre ricompense. Su decisione del gruppo tutti i naufraghi decidono di dividere il bottino in modo da soddisfare tutti. |
| 43     | Tutti i naufraghi | In un tempo limite di quattro minuti i naufraghi devono trasportare dei sacchi contenenti del cibo camminando su una trave, uno per volta, superando altri naufraghi fermi, posti ad ostacolo, e giungere su una piattaforma. Se si cade si deve ricominciare il percorso da capo. | Farina, yucca, uova e patate                                                              | Prova superata. I sacchi trasportati contengono yucca, 4 uova e patate |
| 43     | Francesca Cipriani | Francesca Cipriani deve riuscire ad aggrapparsi ad una corda sospesa sul mare e cercare di rimanere in equilibrio per 30 secondi. | Raddoppio o dimezzamento della ricompensa precedentemente acquisita                       | Prova superata. Le ricompense vengono raddoppiate |
| 50     | Prova a squadre: donne contro uomini. Gaspare e Bianca Atzei non partecipano alla prova a causa di problemi fisici | La prova si divide in tre manche: la squadra delle donne sceglie un concorrente della squadra degli uomini da sfidare. In un tempo limite di un minuto i naufraghi devono utilizzare una fune per entrare in una pozzanghera di fango e trovare dei cocchi. Ad ogni cocco trovato devono salire su un piedistallo e lanciare il cocco dentro uno dei canestri davanti a loro totalizzando più punti possibili in modo da vincere la ricompensa. - Prima manche: Alessia Mancini contro Marco Ferri; - Seconda manche: Rosa Perrotta contro Franco Terlizzi; - Terza manche: Francesca Cipriani contro Simone Barbato. | Torta al cioccolato                                                                       | La squadra delle donne totalizza 5 punti, mentre quella degli uomini 15 punti. Su decisione di Stefano De Martino, la squadra vincitrice degli uomini sceglie tre compagni maschi che non possono beneficiare della ricompensa, eccetto tutte le donne. Simone Barbato esclude Gaspare, Marco Ferri esclude Franco Terlizzi, quest'ultimo esclude Marco Ferri. |
| 53     | Francesca Cipriani e Simone Barbato | I due naufraghi devono raggiungere il totem posto sulla sommità dell'isola seguendo un percorso segnato da dei nastri rossi; una volta raggiunta la sommità devono decidere se consumare la ricompensa o condividerla con il resto dei naufraghi trasportandola entro 30 minuti alla spiaggia. Ad ogni piatto trasportato caduto si perde la ricompensa. | Nove piatti di pasta al ragù                                                              | Prova superata. I due naufraghi decidono di condividere la ricompensa. Sull'Isola che non c'è Elena Morali e Rosa Perrotta ricevono ciascuno un piatto di pasta al ragù. |
| 57     | Rosa Perrotta e Elena Morali sull'Isola che non c'è | Le due naufraghe devono raggiungere l'isola chiamata Chachauate e cercare una signora di nome Justa che gli assegna delle mansioni da svolgere tra cui lavare degli abiti e pulire dei pesci. Se i due compiti svolti soddisfano Justa le due naufraghe beneficiano della ricompensa. | Patate, farina, banane e pesci                                                            | Prova superata |
| 58     | Tutti i naufraghi | La prova si divide in due manche: - Nella prima manche in un tempo limite di due minuti i naufraghi devono recuperare delle tessere in acqua e posizionarle su un tabellone. Vengono inserite tutte le tessere sugli spazi disponibili sul tabellone. - Nella seconda manche, entro tre minuti e con l'aiuto di cocchi, i naufraghi devono mirare alle tessere e cercare di romperle, così da conquistare il premio che vi è indicato sopra. | Ricompense incise sulle tessere                                                           | Le ricompense ottenute dopo aver distrutto le tessere sono: succo d'arancia, fagioli, olive, miele, pane, pomodori, muffin, kiwi, uva e cioccolato |
| 61     | Valeria Marini | La naufraga, ospite speciale dell'isola, deve indossare un costume da sirena e a nuoto raggiungere una cassa in mezzo al mare e recuperare un cilindro posto al suo interno. Se riesce nella missione tutto il gruppo dei naufraghi beneficia della ricompensa. | Menu a base di spaghetti, hummus e pollo                                                  | Prova superata. Il gruppo dei naufraghi consuma la ricompensa su Playa Sirena |
| 65     | Tutti i naufraghi | In un tempo limite di tre minuti i naufraghi devono trasportare un loro compagno posto in piedi dentro una ragnatela attraverso un percorso in cui ha il compito di rompere, con l'aiuto di un paletto di legno, più pignatte possibili per guadagnare le ricompense. | Un kilo di farina, verdure honduregne, olio d'oliva, frutta tropicale e tre kili di pasta | Prova superata. Vengono distrutte tutte le pignatte e guadagnate tutte le ricompense |
| 67     | Tutti i naufraghi eccetto Elena Morali e Rosa Perrotta in quanto sospese | Con sette minuti a disposizione i naufraghi devono lavorare in staffetta e costruire un totem formato da tre grossi cilindri di legno. Tali cilindri devono essere fatti scorrere lungo una corda dislocata in un serpentone tra alcuni alberi. | Colazione italiana composta da caffè e cornetto al cioccolato                             | Prova superata. Franco Terlizzi decide di lasciare il cornetto al cioccolato alle due naufraghe sospese Elena Morali e Rosa Perrotta |
| 72     | Tutti i naufraghi eccetto Gaspare per problemi fisici e Elena Morali e Rosa Perrotta in quanto sospese | In un tempo limite di tre minuti i naufraghi devono riempire di frutta il canestro di un bilanciere, recuperandola da una gabbia in mezzo al mare. La zavorra del bilanciere pesa 10 kg e deve essere raggiunto questo peso in frutta per farla sollevare. | Frutti all'interno della gabbia                                                           | Prova non superata. La zavorra resta immobile e i naufraghi non guadagnano nessuna ricompensa |
| 74     | Rosa Perrotta e Francesca Cipriani, naufraghe sospese | In un tempo limite di 10 minuti le due naufraghe devono raggiungere, guidando un cayuco, una barca posizionata in mezzo al mare. Se riescono nella loro missione, il capitano della barca gli consegna un totem e una volta tornate a riva tutto il gruppo dei naufraghi riceve la ricompensa all'interno di una cassa. | Uova, patate, mango e farina                                                              | Prova superata |

## Prove duello
In questa tabella sono riassunte le prove duello svoltesi durante la semifinale e la finale tra i concorrenti in nomination e i concorrenti finalisti:
| Giorno | Concorrenti                                                                      | Descrizione della prova | Esito |
| ------ | -------------------------------------------------------------------------------- | --- | --- |
| 78     | Alessia Mancini e Jonathan Kashanian, naufraghi in nomination                    | In un tempo limite di tre minuti i due naufraghi, legati, devono prendere quanti più totem possibili e inserirli in una struttura dietro alle lor spalle. Chi per primo recupera tutti i totem risulta vincitore.                                                                                          | La prova viene vinta da Alessia Mancini. In quanto vincitrice ha l'opportunità di dire tutto quello che pensa con il televoto ancora aperto.                                                       |
| 85     | Prova a coppia. Gaspare e Francesca Cipriani contro Amaurys Pérez e Bianca Atzei | Le coppie, bandate e legate tra loro, devono superare un labirinto ad ostacoli; superato il percorso possono sbendarsi e recuperare delle sagome da posizionare sopra a un bilanciare. Ogni figura ha un peso diverso e la prima coppia che riesce a riequilibrare il bilanciere si aggiudica la vittoria. | La prova viene vinta dalla coppia composta da Amaurys Pérez e Bianca Atzei, mentre la coppia perdente composta da Gaspare e Francesca Cipriani va al televoto per decidere il quarto classificato. |
| 85     | Gaspare, Amaurys Pérez e Bianca Atzei                                            | I naufraghi, uno per volta, devono posizionarsi davanti ad un pannello e resistere al calore di una fiamma che viene posta davanti a loro. Chi riesce a resistere più a lungo risulta vincitore. | La prova viene vinta da Bianca Atzei che resiste più di tutti, mentre Amaurys Pérez e Gaspare vanno al televoto per decidere il terzo classificato.                                                |

## Ascolti
| Puntata    | Messa in onda    | Telespettatori | Share  | Ospiti         |
| ---------- | ---------------- | -------------- | ------ | -------------- |
| 1          | 22 gennaio 2018  | 4 565 000      | 25,46% | –              |
| 2          | 29 gennaio 2018  | 4 661 000      | 24,80% | –              |
| 3          | 5 febbraio 2018  | 4 928 000      | 26,40% | –              |
| 4          | 13 febbraio 2018 | 3 807 000      | 21,60% | –              |
| 5          | 20 febbraio 2018 | 4 401 000      | 24,10% | –              |
| 6          | 27 febbraio 2018 | 4 501 000      | 23,80% | –              |
| 7          | 5 marzo 2018     | 4 685 000      | 24,90% | –              |
| 8          | 12 marzo 2018    | 4 383 000      | 23,30% | –              |
| 9          | 20 marzo 2018    | 4 537 000      | 24,80% | –              |
| 10         | 27 marzo 2018    | 4 360 000      | 22,40% | Valeria Marini |
| 11         | 3 aprile 2018    | 4 093 000      | 21,20% | –              |
| Semifinale | 9 aprile 2018    | 4 466 000      | 23,70% | –              |
| Finale     | 16 aprile 2018   | 4 545 000      | 26,43% | –              |
| Media      | Media            | 4 456 000      | 24,07% |                |

- Nota: Nell'ultima puntata il programma ha raggiunto il 48,00% di share al momento della proclamazione del vincitore.